# Государственная многопрофильная клиника (Тамил-Наду)
Государственная многопрофильная клиника Тамил-Наду (англ. Tamilnadu Government Multi Super Speciality Hospital) — 400-местная государственная клиника в Ченнаи, Индия, расположена на правительственном участке Омандурар возле трассы Анна-Салай. Была открыта в феврале 2014 года как лечебно-диагностический центр, подобный Всеиндийскому институту медицинских наук (ВИИМН) в Нью-Дели. Строительство клиники обошлось в 1431 миллиона рупий.
Изначально строившийся как здание Законодательной ассамблеи и Секретариата, где должны были разместиться зал заседаний, секретариат, офисы главного министра и членов совета министров, позже данный комплекс был превращен в клинику широкого профиля.

## Строительство
Попытки построить новое здание Ассамблеи восходят к 1983 году, когда М. Г. Рамачандран был главным министром. Он продвигал идею сооружения комплекса напротив пляжа Марина и даже переезда в Тируччираппалли в период острой нехватки воды в Ченнаи. Идея вновь ожила в 2002 году, когда главным министром Индии стала Д. Джаялалита. Она объявила в Ассамблее, что правительством рассматривается проект административного городка площадью в 2000 акров возле Махабалипурама. Позже было заявлено, что предложенный проект может быть реализован возле деревень Тирувидантаи и Тайур, в 40 км на юг от Ченнаи. В январе 2003 года Управление развития метрополитена Ченнаи (УРМЧ) выразило согласие с Советом по развитию строительной индустрии Малайзии по поводу анализа осуществимости проекта административного городка. Впоследствии Джаялалита проинформировала Ассамблею о том, что, поскольку строительство данного городка может занять от 15 до 25 лет, Секретариат должен будет в течение двух лет перебраться на свободное пространство возле пляжа Марина. Первоначально в качестве такого была выбрана территория колледжа леди Виллингдон. Но, поскольку площадь избранного места (около 15 акров) была найдена слишком маленькой, главный министр предложила построить новый интегрированный блок на территории колледжа королевы Мэри — этот проект был анонсирован в апреле 2003 года. Однако он был заброшен из-за резкого неприятия со стороны политических партий и студентов данного колледжа.
Пять месяцев спустя правительство решило поместить здание Секретариата на территории площадью в 43 акра в Коттурпураме, принадлежащей университету Анны, университету Мадраса и Государственному информационному центру. УРМЧ была поручена работа по отбору архитекторов и строительных агентств, не считая забот, связанных с финансовыми вопросами. Сообщают, что политик М. К. Сталин, во время осуществления строительного плана, отправился в колледж, чтобы присоединиться к студенческим протестам. В октябре того же года Джаялалита заложила первый камень в фундамент здания. Семь месяцев спустя проект снова был пересмотрен.
В 2007 году, когда Ассамблея организовала празднование в честь 50-летия заключения ассоциации главного министра М. Карунанидхи с законодательными органами власти, идея сооружения здания Секретариата Ассамблеи опять возродилась. Карунанидхи заложил первый камень в июне 2008 года, и это место официально было передано подрядчикам спустя пять месяцев.
Здание, построенное как комплекс Ассамблеи, начало свою работу 13 марта 2010 года при индийском премьер-министре Манмохане Сингхе. Сооружение оставалось незавершенным на момент введения в эксплуатацию. Специально для открытия был возведен временный купольный свод стоимостью в 30 миллионов рупий. Позже он был демонтирован, а здание было украшено постоянным куполом, который обошелся в 250 миллионов рупий. На третьем этаже блока «А» планировалось обустроить огромную кондиционируемую столовую площадью в 3200 квадратных футов, которая могла бы вместить 200 человек.
21 февраля 2014 года в этом здании была открыта клиника, включающая в себя четыре терапевтических отделения: кардиологию, неврологию, онкологию и нефрологию; а также пять хирургических: кардио-, нейро-, хирургия кисти и пластической микрохирургии, сосудистой и хирургической онкологии, а также клиника йоги и лечения естественными средствами. Открывшись с общим количеством мест в 400, клиника в перспективе станет 500-местной.

## Месторасположение
Клиника находится на западном конце правительственного участка Омандурар возле трассы Анна-Салай, граничащей с обустроенными ССОТ (системой скоростного общественного транспорта) железнодорожными путями. Ближайшая железнодорожная станция — Чинтадрипет.

## Условия в клинике
Условия в клинике включают в себя 14 хорошо оборудованных операционных, лаборатории, томограф и МРТ-сканеры. По завершении работ, в здании будут два блока: непосредственно клиника, а также колледж с 8 кафедрами. В 400-местной больнице также есть конференц-зал, рассчитанный на 500 человек. Также тут действует система информационное управление с базой данных, вместимость которой составляет 60 терабайт — для хранения данных о пациентах (ход медицинских исследований и отчеты о лечении). Ещё в клинике находятся две катетеризационных лаборатории с диагностическим оборудованием для визуализации состояния сердца и головного мозга, отделение экстренной медицинской помощи возле входа в здание, Wifi-связь, усилители сигналов мобильной связи, электромобили на каждом этаже и 150 скрытых камер. В отделении интенсивной терапии располагается 70 импортных электрогидравлических кроватей с цифровыми сенсорными экранами. Питьевую воду можно получить в любом из 10 водораздатчиков, которыми снабжен каждый этаж. Они пополняются с помощью системы обратного осмоса со скоростью 6000 литров воды в час благодаря программе дистанционного управления.